# De Hoop (Appel)
De Hoop is een in 1888 gebouwde windmolen in de Nederlandse buurtschap Appel (gemeente Nijkerk, provincie Gelderland). De molen verving de aan de overkant van de weg afgebrande stellingmolen, die uit 1863 stamde. De Hoop is een achtkante korenmolen van het type stellingmolen met een stenen onderbouw en een houten, rietgedekte bovenbouw. De Houten achtkant is afkomstig van een Zwolse oliemolen, die op haar beurt waarschijnlijk afkomstig is uit de Zaanstreek. Er zijn 2 koppel maalstenen. Eén koppel maalstenen is maalvaardig en wordt gebruikt al naargelang de behoefte. Het ene koppel heeft nog natuurstenen molenstenen, die meestal gewonnen werden uit vulkaangrondstof uit de Duitse Eifel. De andere stenen van het maalvaardige koppel zijn kunststenen die een speciale, harde laag aan de maalzijde hebben. Aan het gebint is te zien dat er ooit een koppel pelstenen in de molen heeft gelegen. Op de molen is een regulateur aanwezig, die echter buiten gebruik is.
Het luiwerk is een zogenaamd sleepluiwerk, waarmee de zakken graan opgehesen worden.
De kap van de molen is in 2005 voorzien van een zogenaamd Engels kruiwerk, hetgeen een kruiwerk met ijzeren rollen is. Vroeger draaide de kap op een kruiwerk met houten rollen, die nog wel te bezichtigen zijn. Het kruien gebeurt met behulp van een kruilier.
De bovenas is van gietijzer en stamt uit 1878. De as wordt gesmeerd met reuzel en de kammen (tanden) op de tandwielen met bijenwas. De vang, waarmee het wiekenkruis wordt afgeremd, is een met een wipstok bediende Vlaamse vang bestaande uit vijf blokken. De koningsspil is gelagerd in de ijzerbalk. De lange spruit zit achter het bovenwiel op de plaats van de steunderbalk.
De molen is gerestaureerd in 1955, 1971 en 2005. In 2005 kreeg de molen o.a. een nieuw wiekenkruis met een klassieke wiekvoering, met zeil (oudhollandse tuigage, zonder andere aerodynamische middelen, (zoals fokwieken). Ook zijn de staart en de stelling nieuw gebouwd van bilingahout.
Vlucht van de molen is 23,50 meter.
De molen wordt nog gebruikt voor het malen van graan, zoals gerst, maïs en tarwe voor veevoer.

## Overbrengingen
- De overbrengingsverhouding is 1 : 6,72.
- Het bovenwiel heeft 64 kammen en de bovenbonkelaar heeft 33 kammen. De koningsspil draait hierdoor bijna twee keer sneller dan de bovenas. De steek, de afstand tussen de kammen, is 12 cm.
- Het spoorwiel heeft 101 kammen en het steenspilrondsel 30 staven. Het steenspilrondsel draait hierdoor 3,37 keer sneller dan de koningsspil en 6,72 keer sneller dan de bovenas. De steek is 9 cm.

### Eigenaren
- 1888 - 1951: E. van de Poll en later zoon H. van de Poll,
- 1951 - 1971: D.N. Habermehl,
- 1971 - 2002: Fam. Toele,
- 2002 - heden: R. Krijnen.

## Fotogalerij

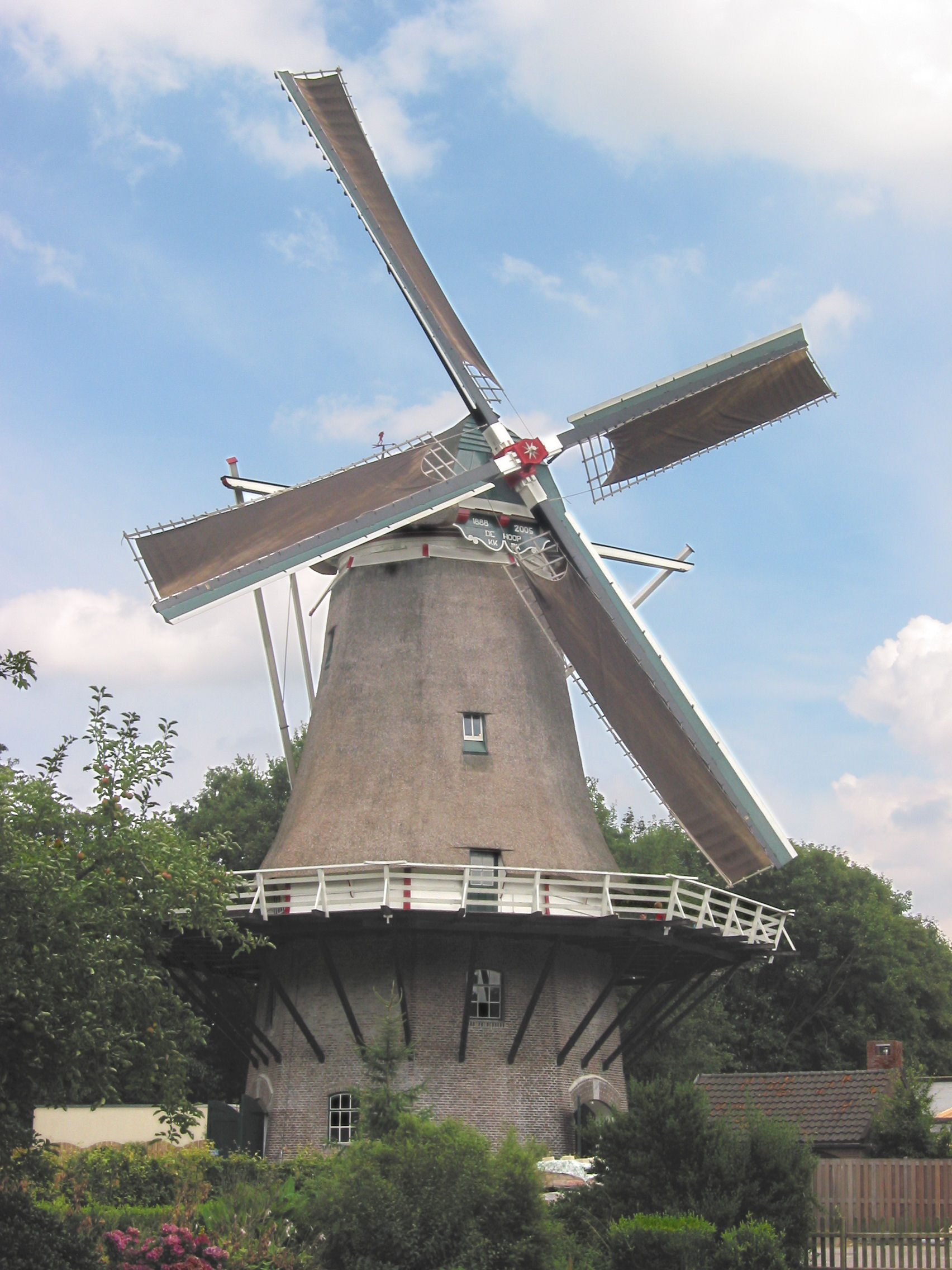
Wiekenkruis met baard
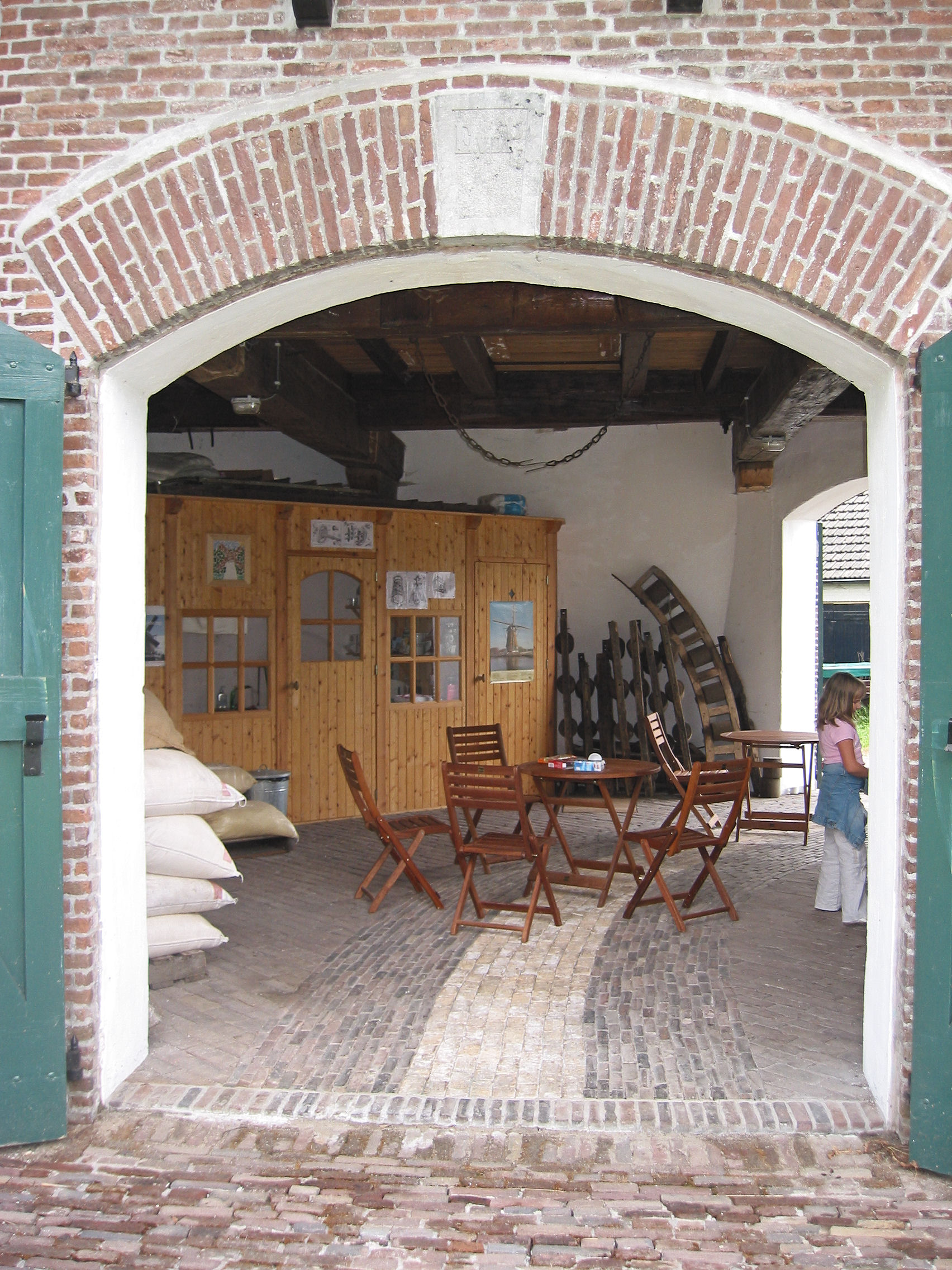
Ingang
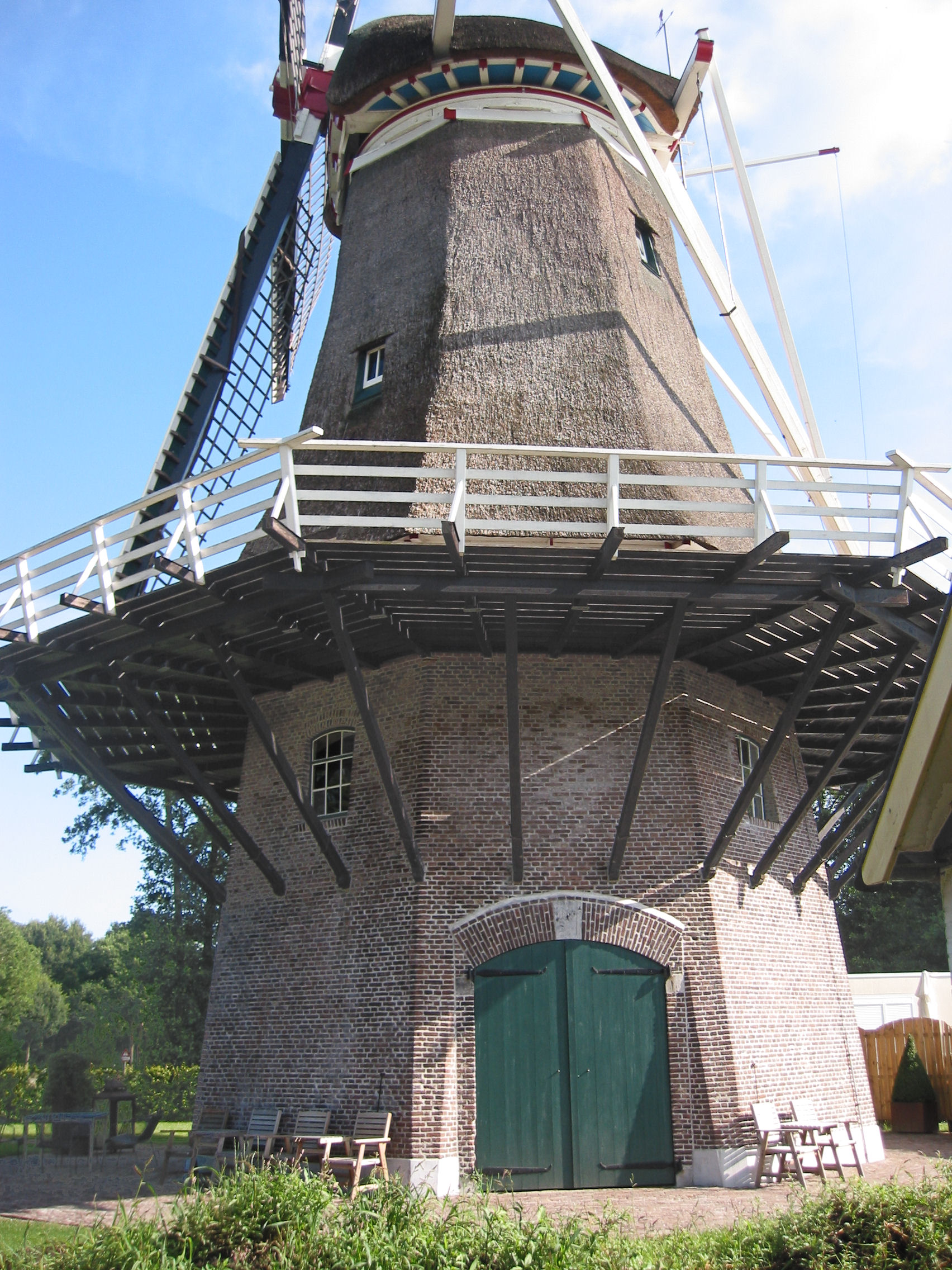
Uitgang
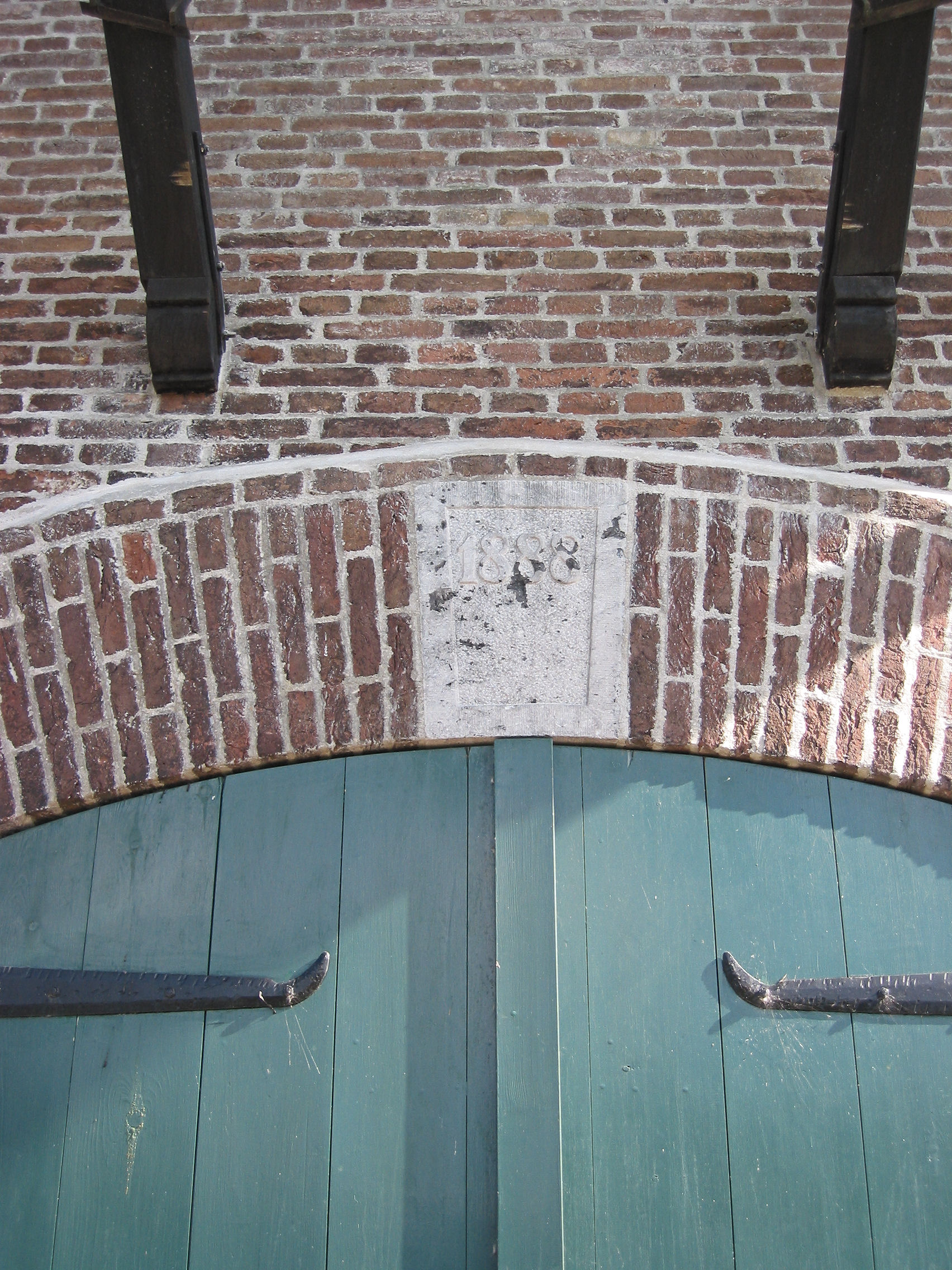
Gevelsteen boven uitgang
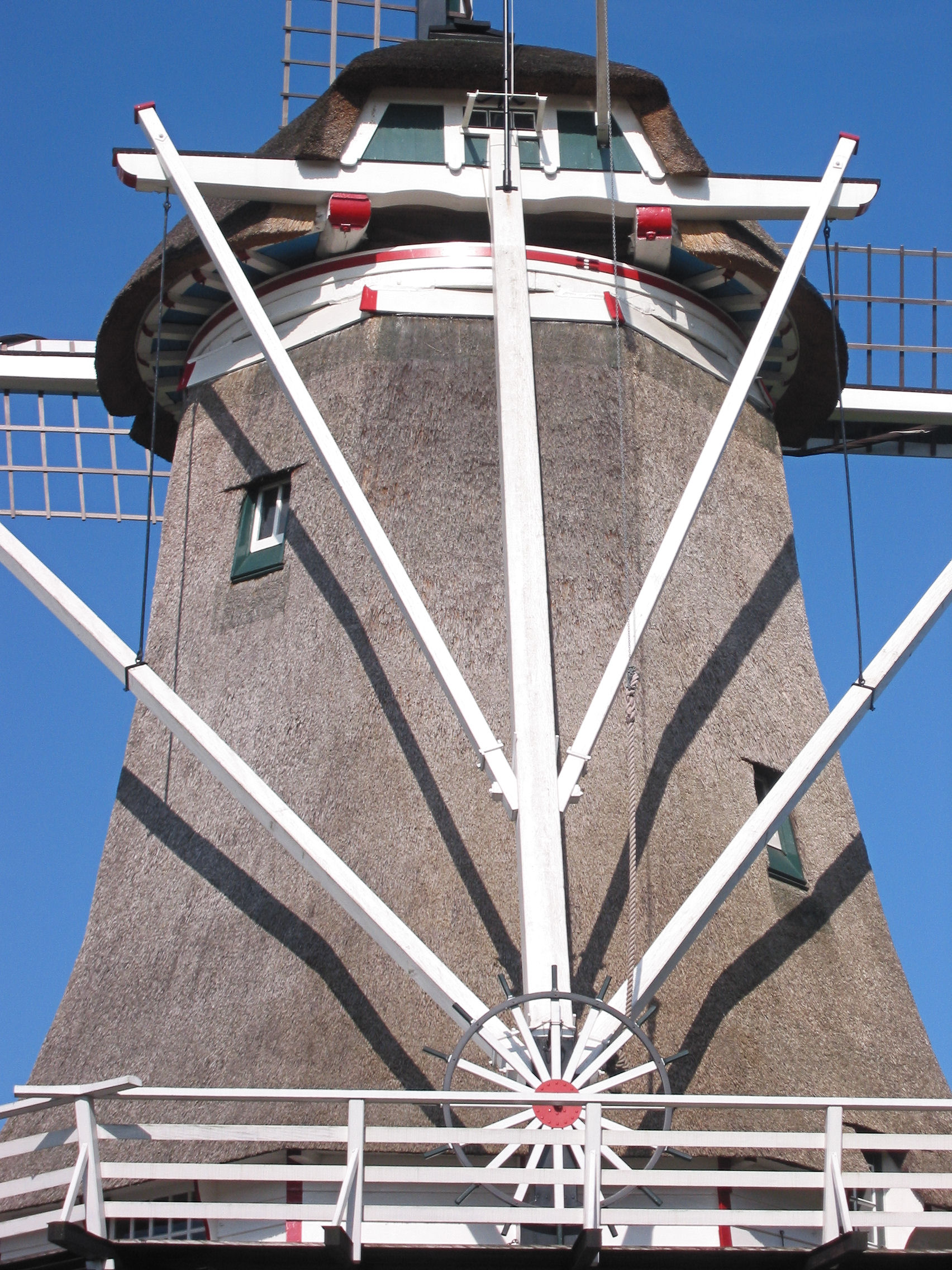
Staart
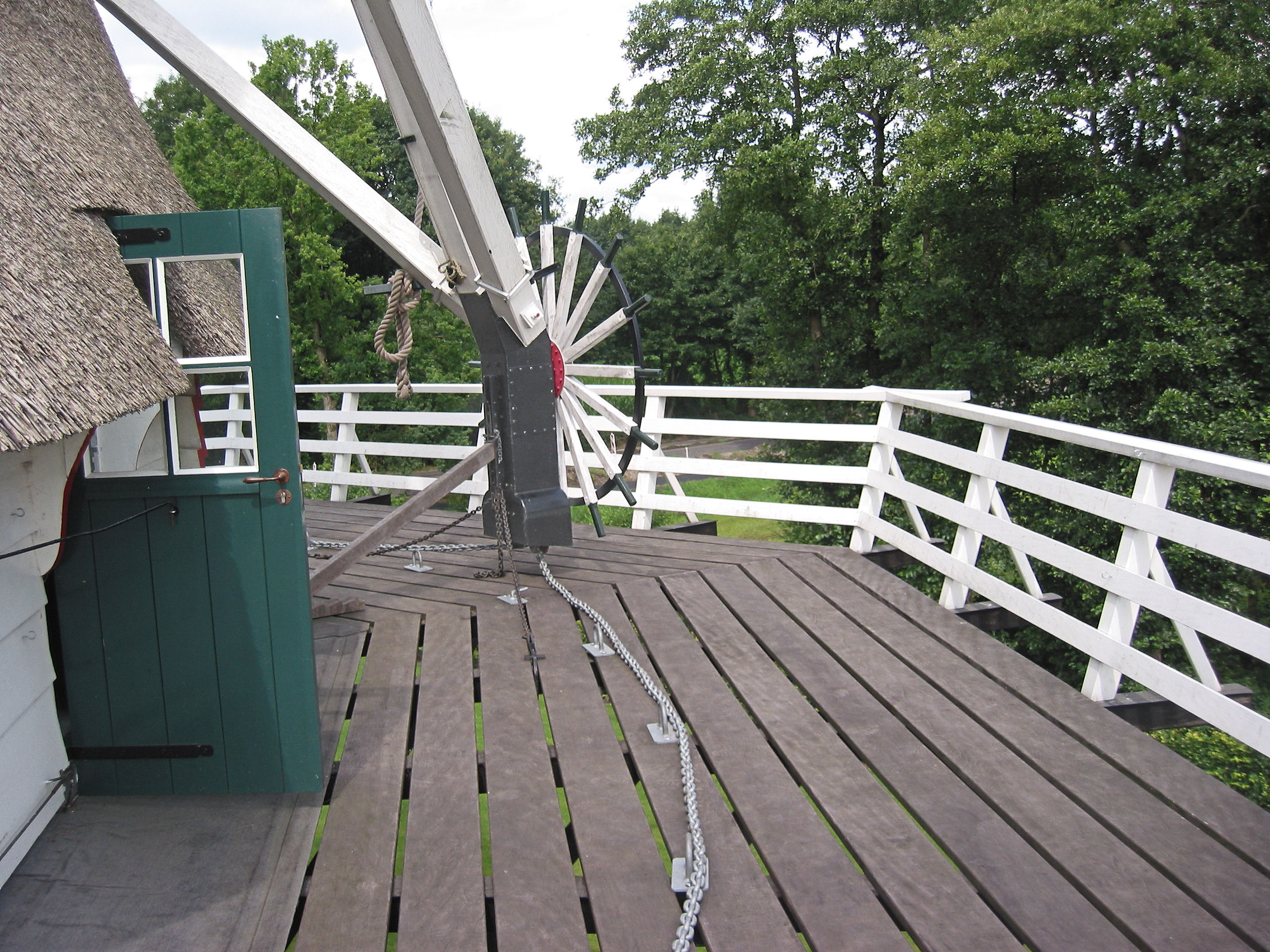
Kruilier met rondgaande kruiketting
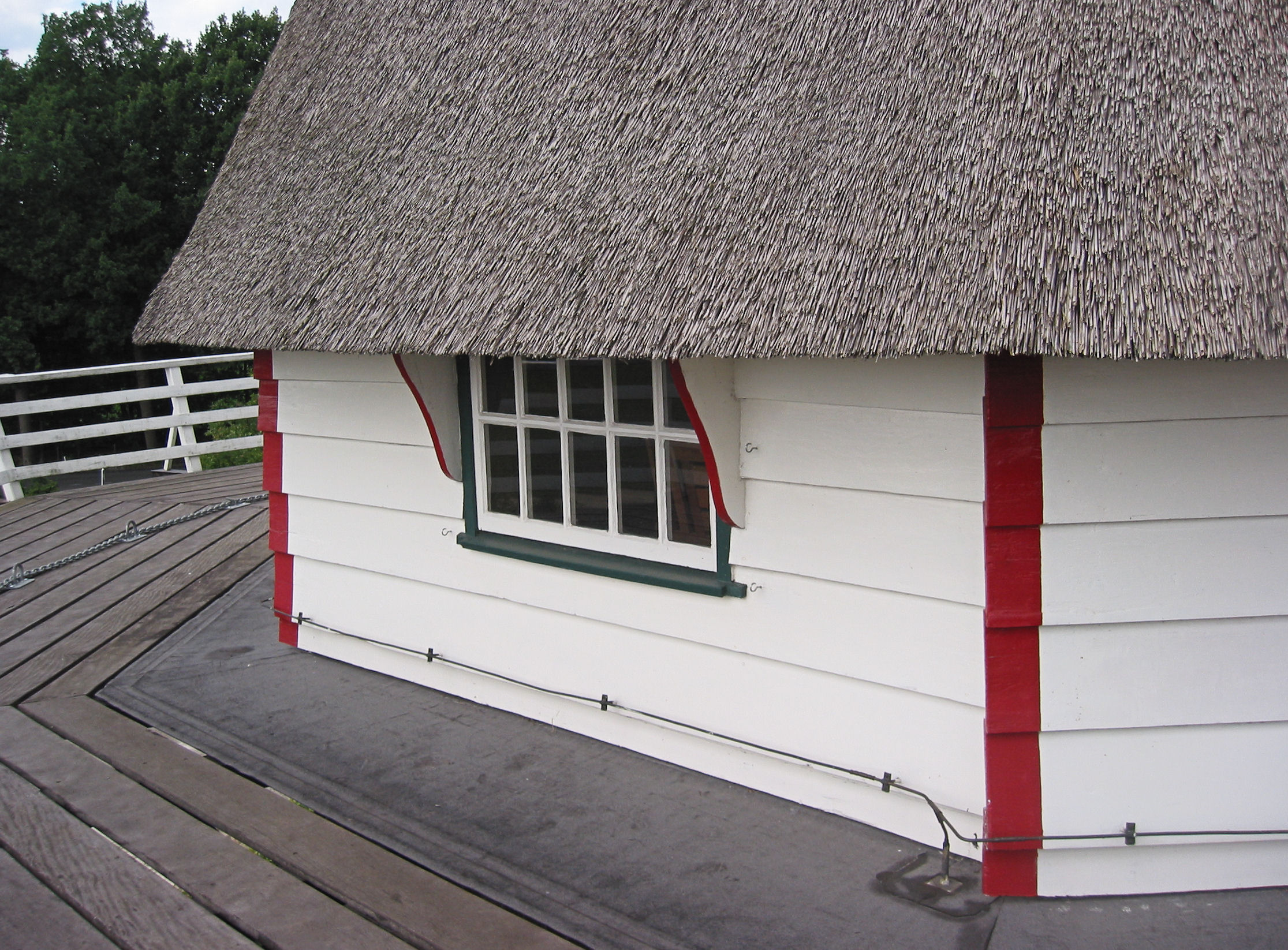
Onderkant houten achtkant
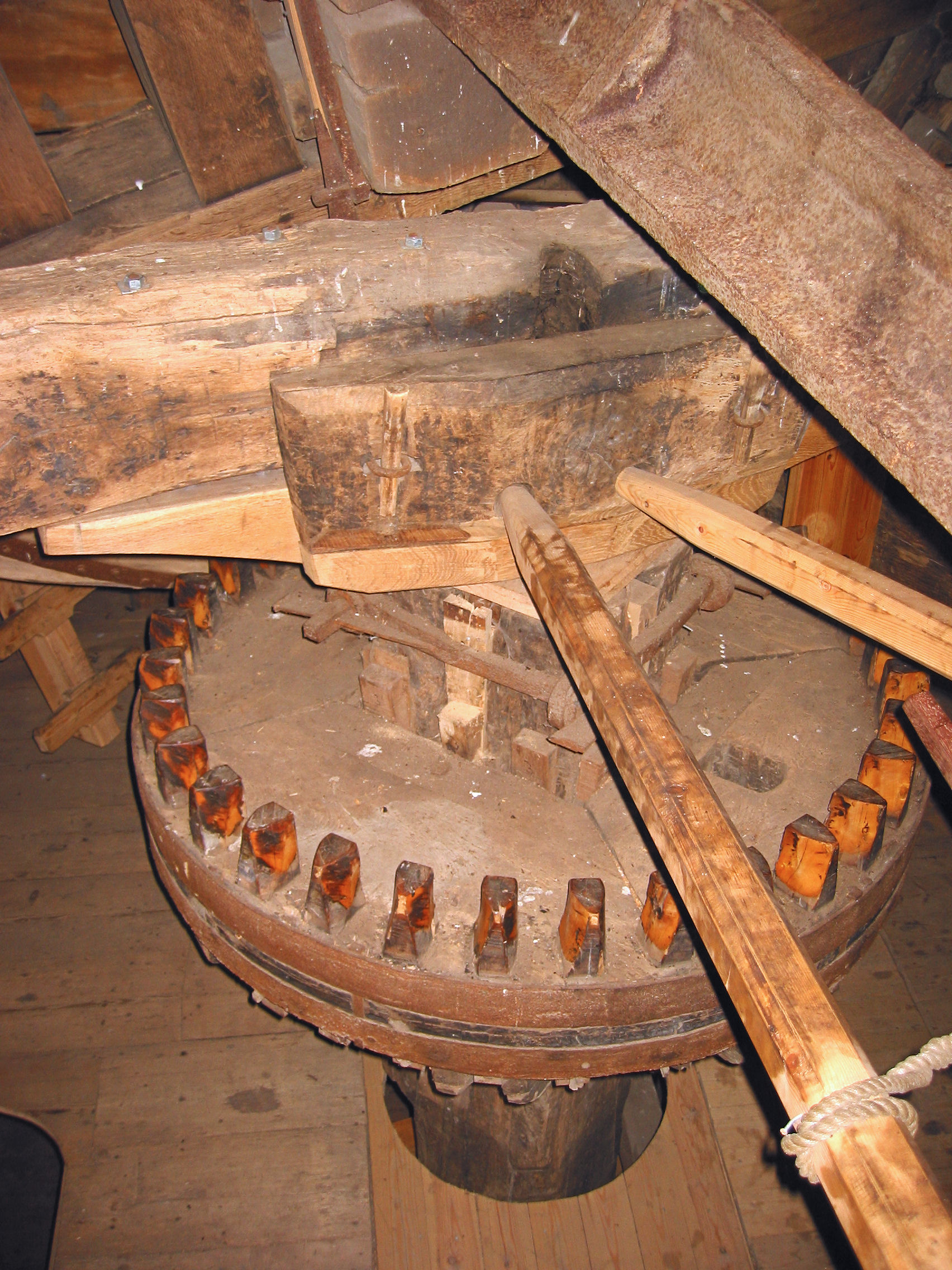
Bonkelaar in ijzerbalk met poortstokken
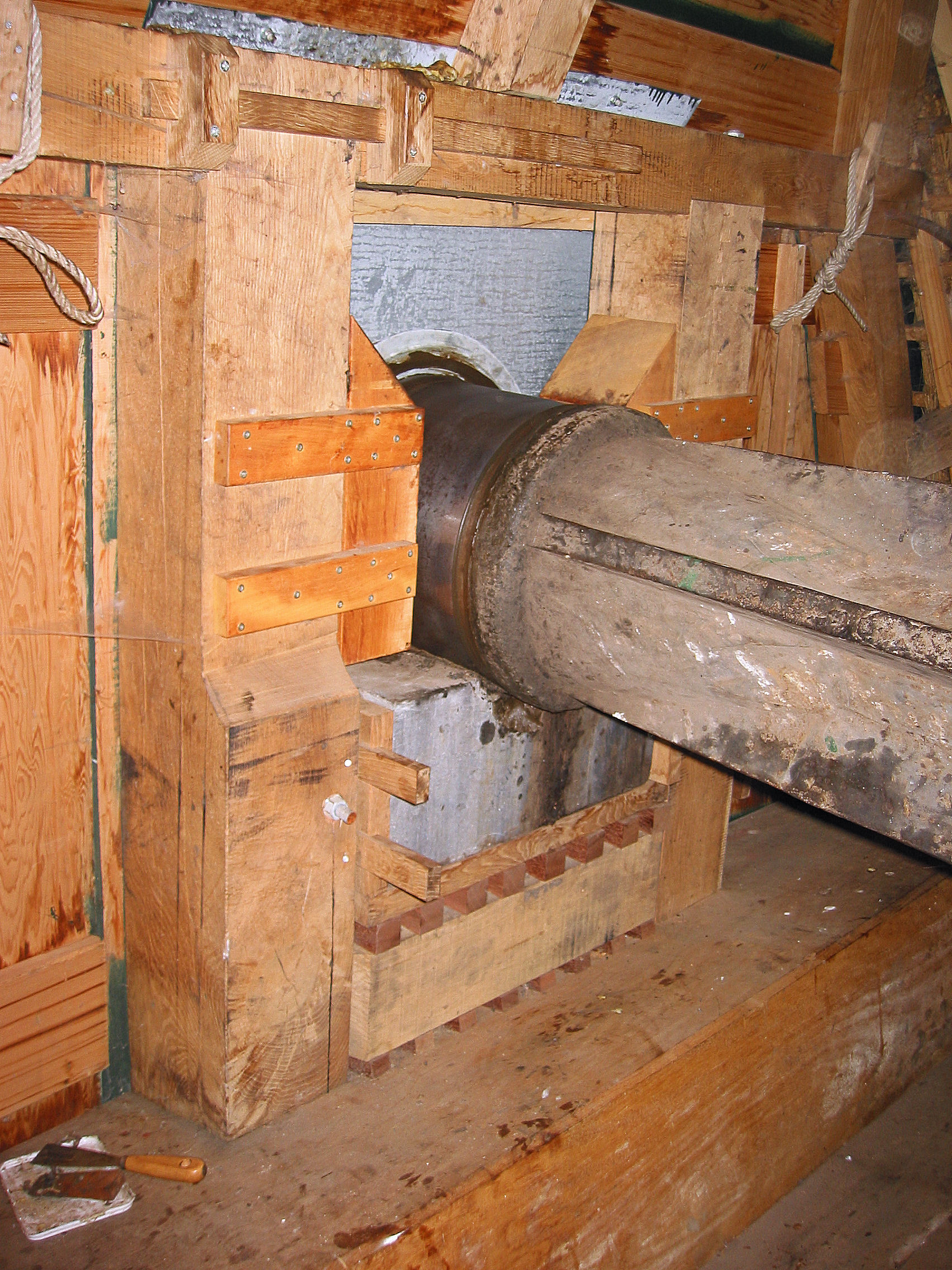
Steenbed met halslager
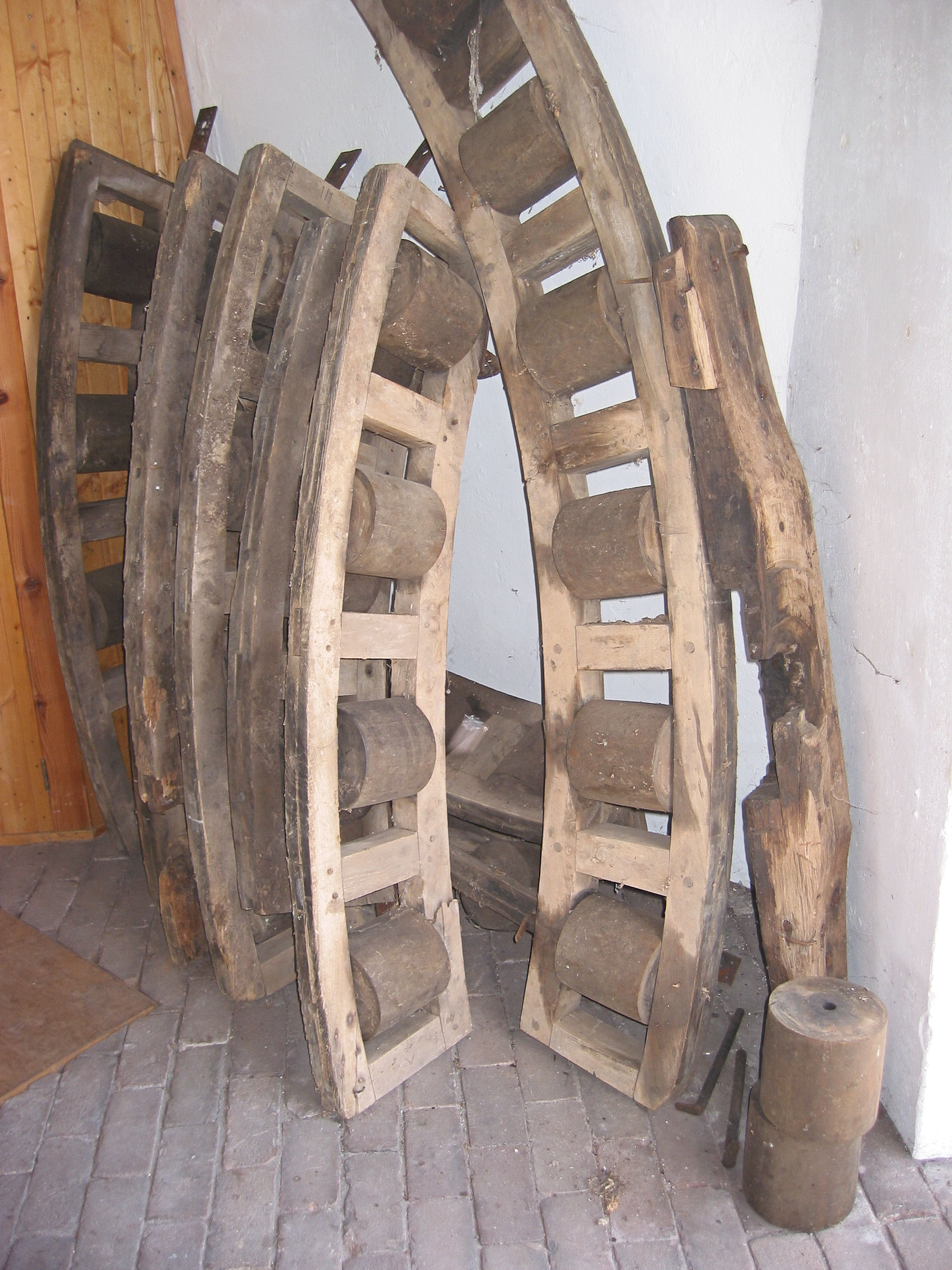
Het oude houten rollenkruiwerk
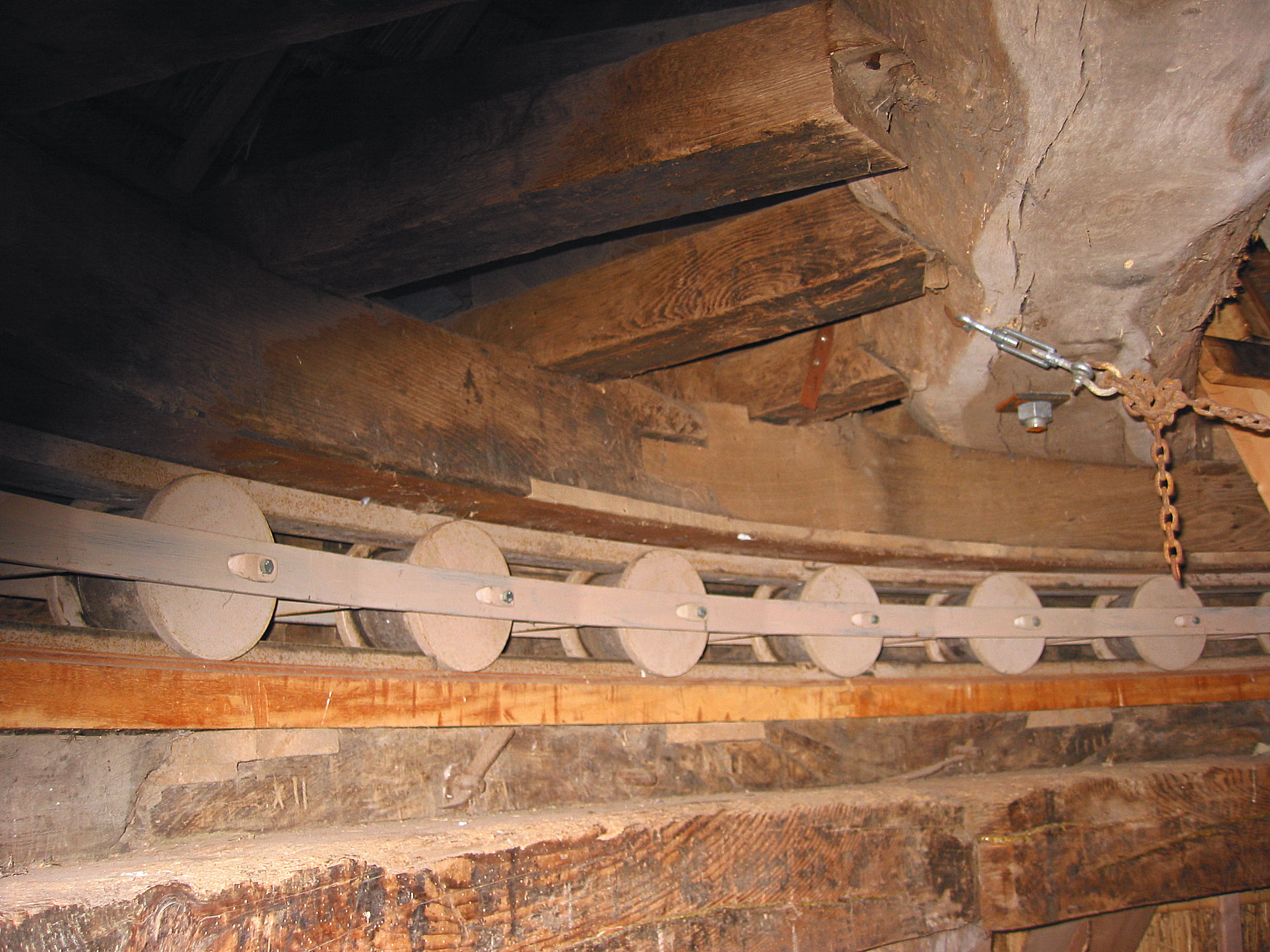
Het nieuwe Engels kruiwerk
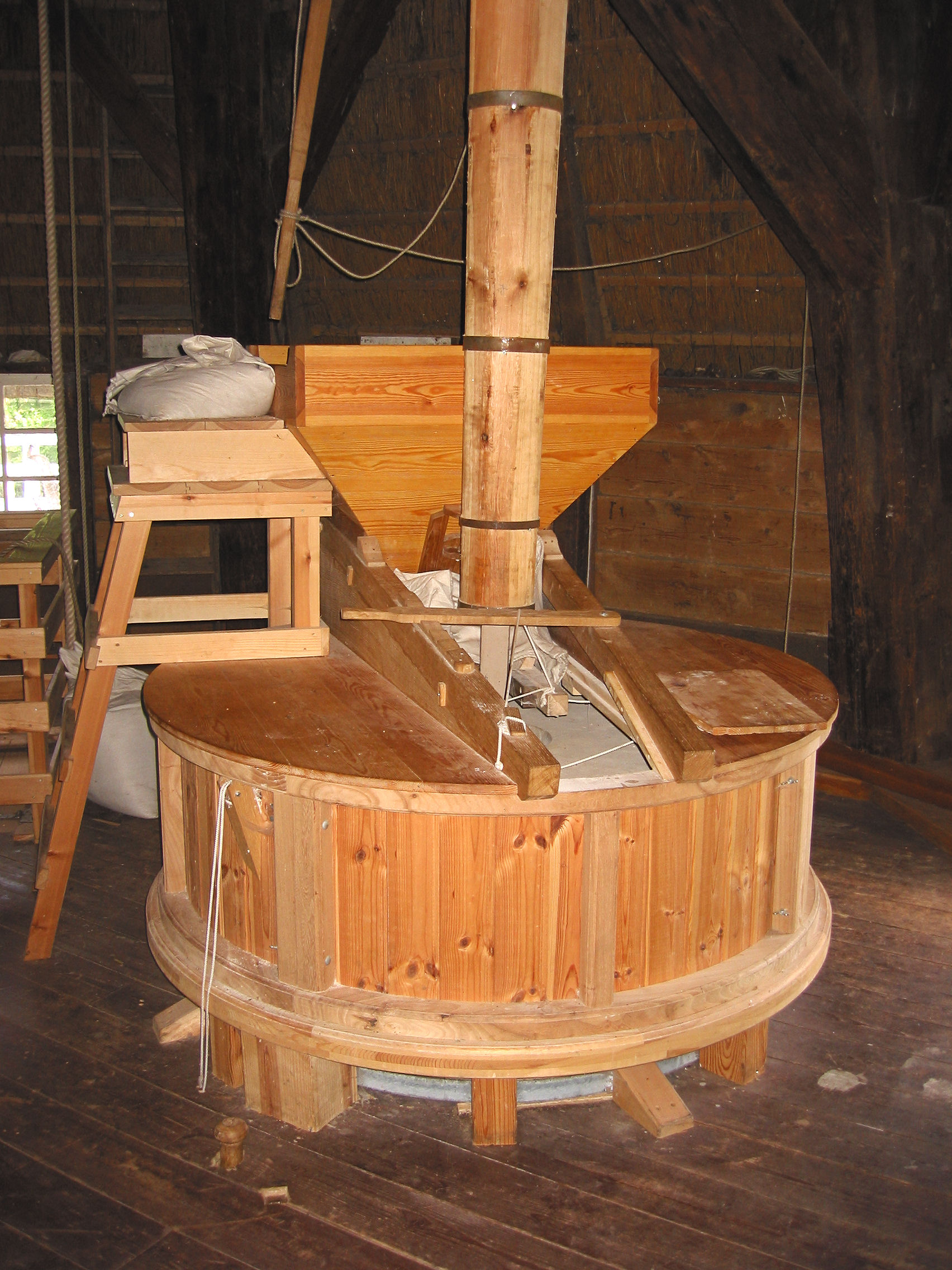
De maalvaardige maalstoel
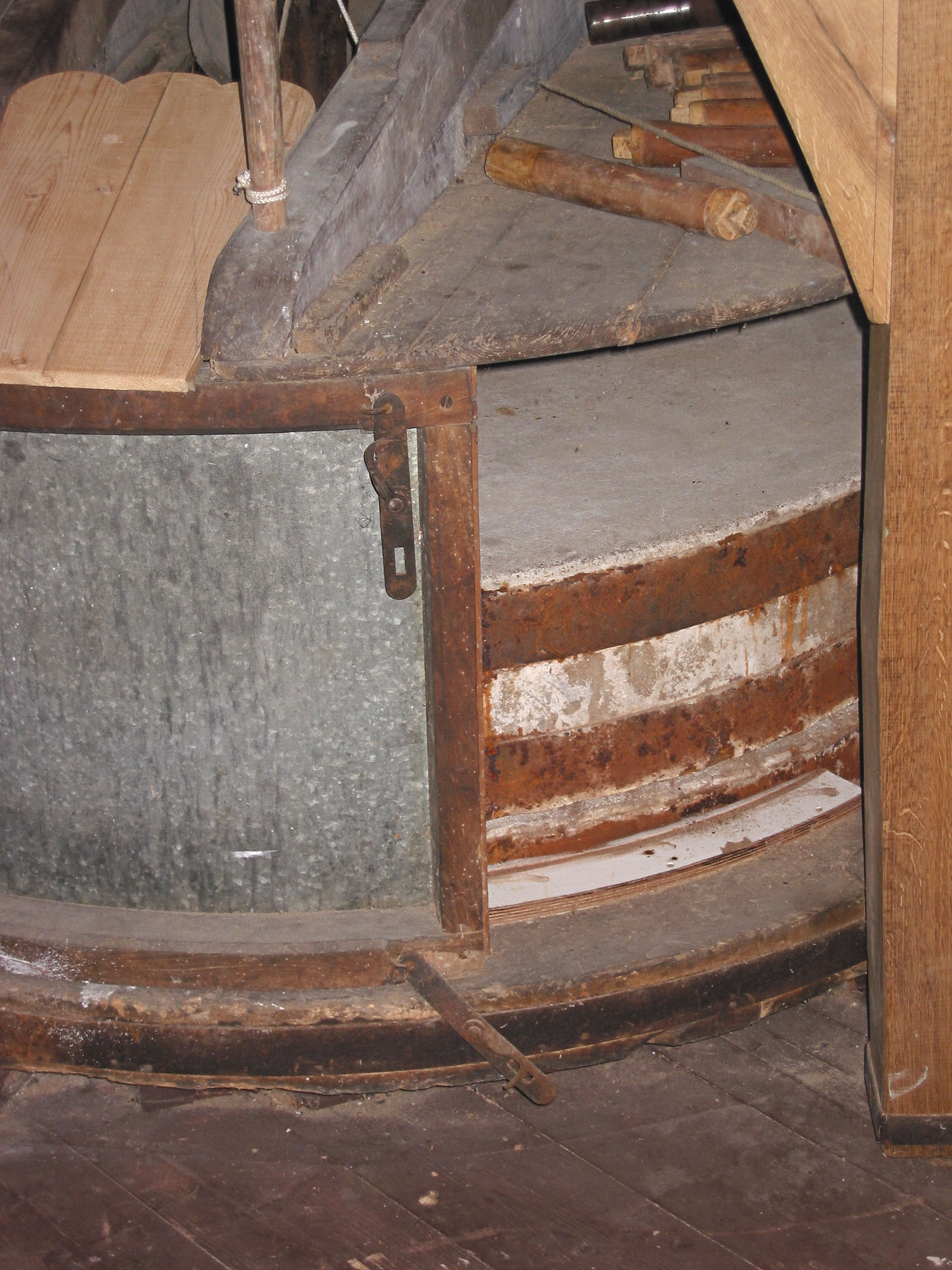
De geopende maalkuip met natuurstenen
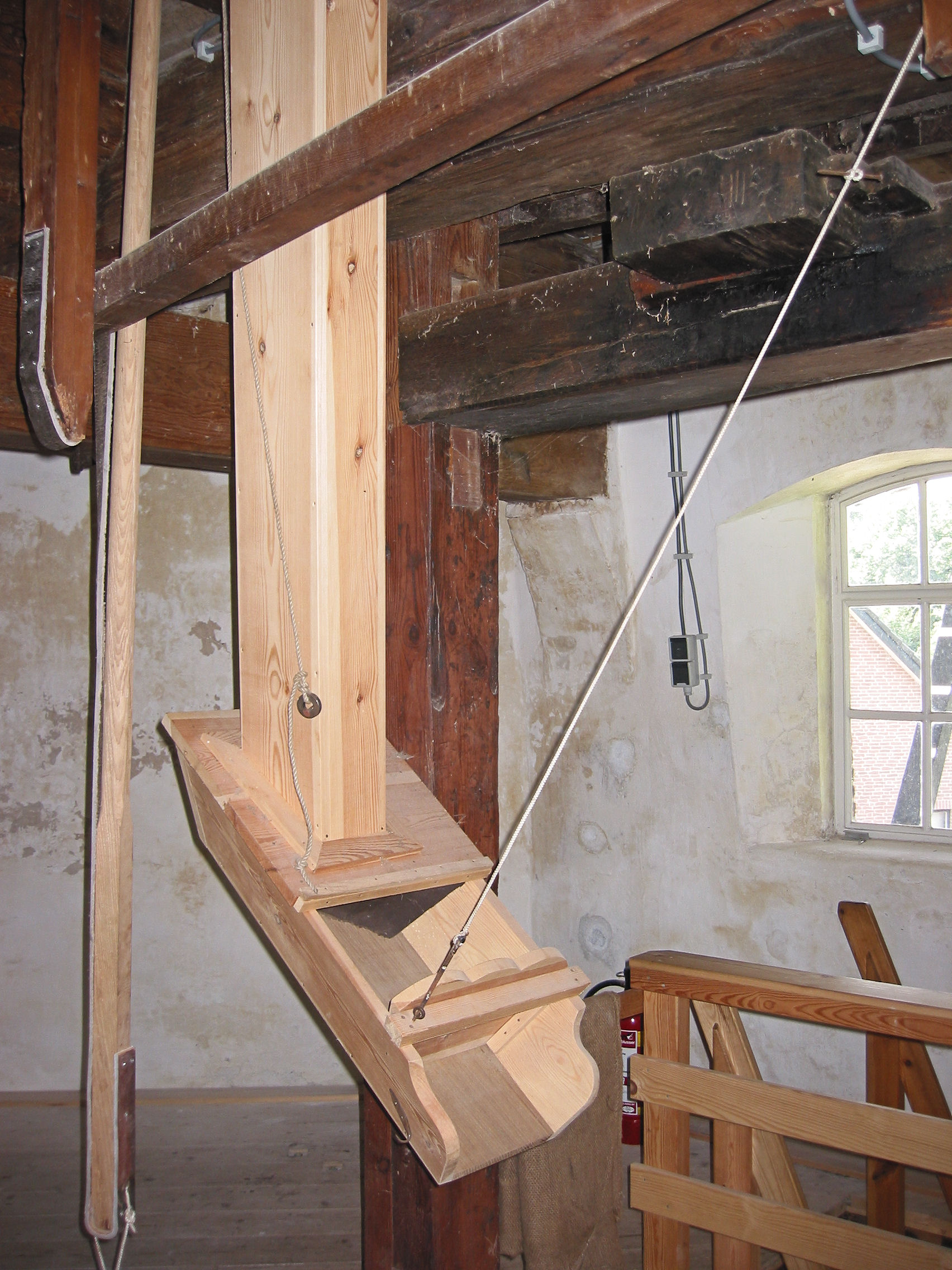
Meelpijp
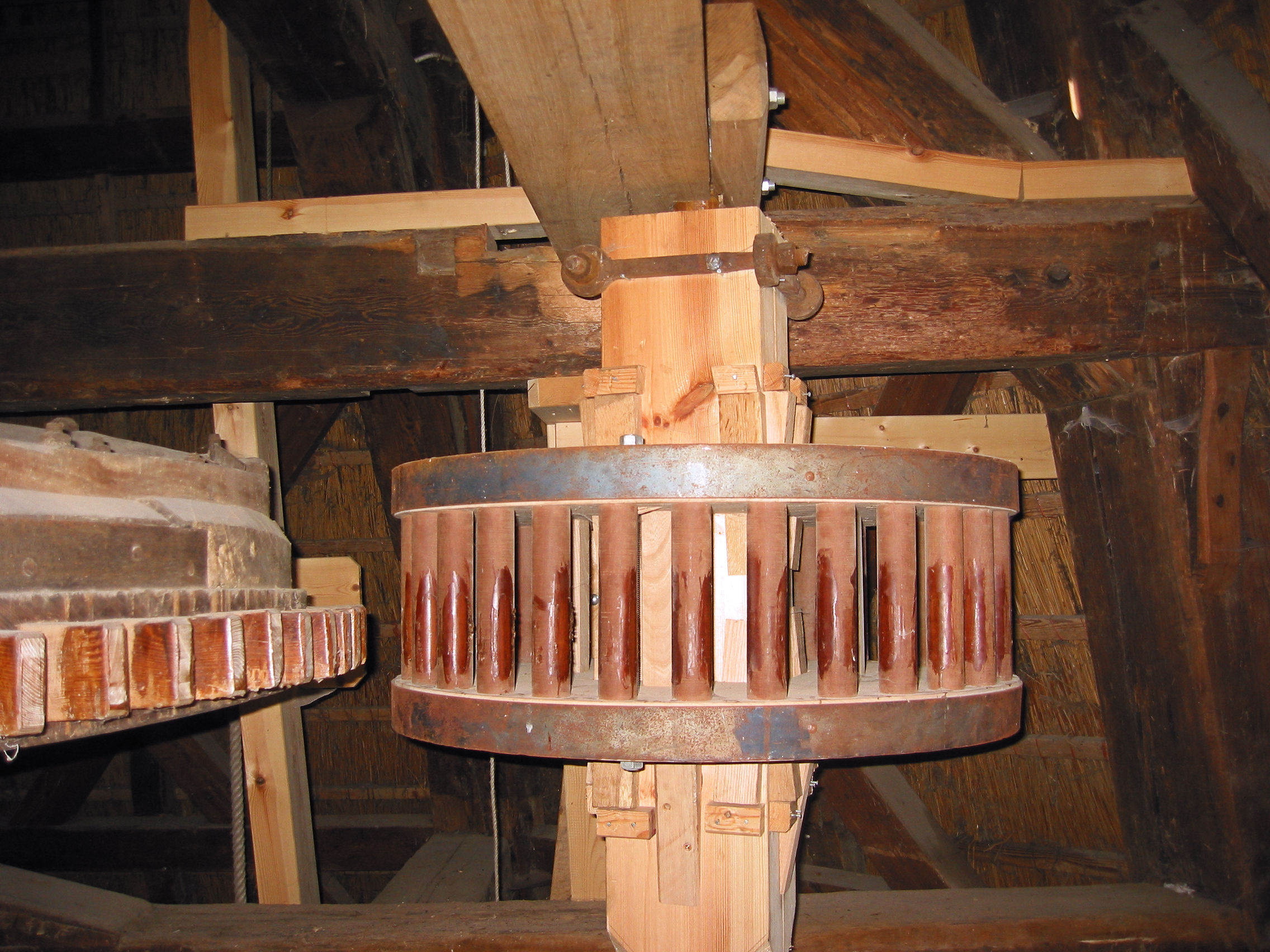
Steenspilrondsel
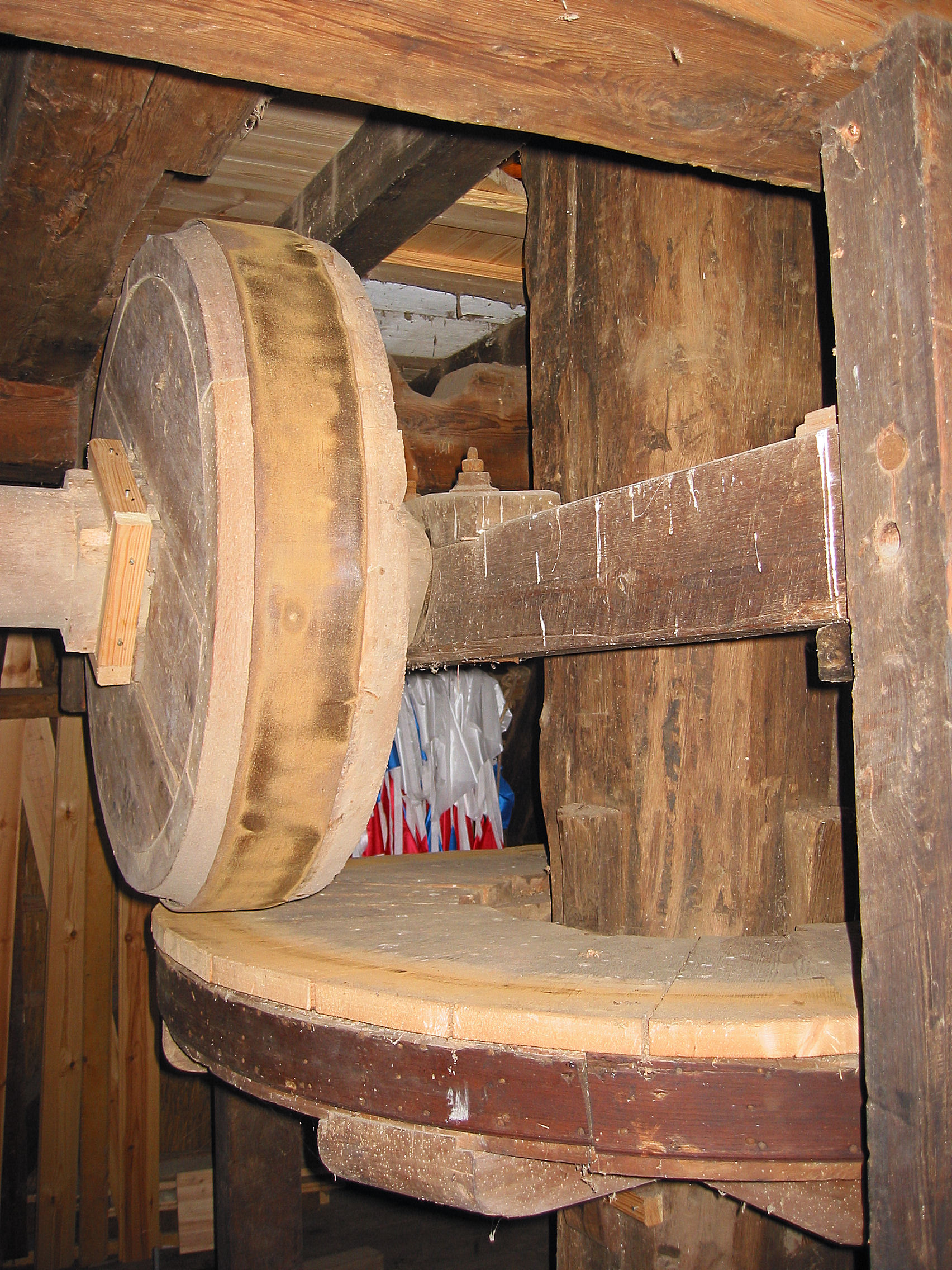
Luitafel met luiwiel
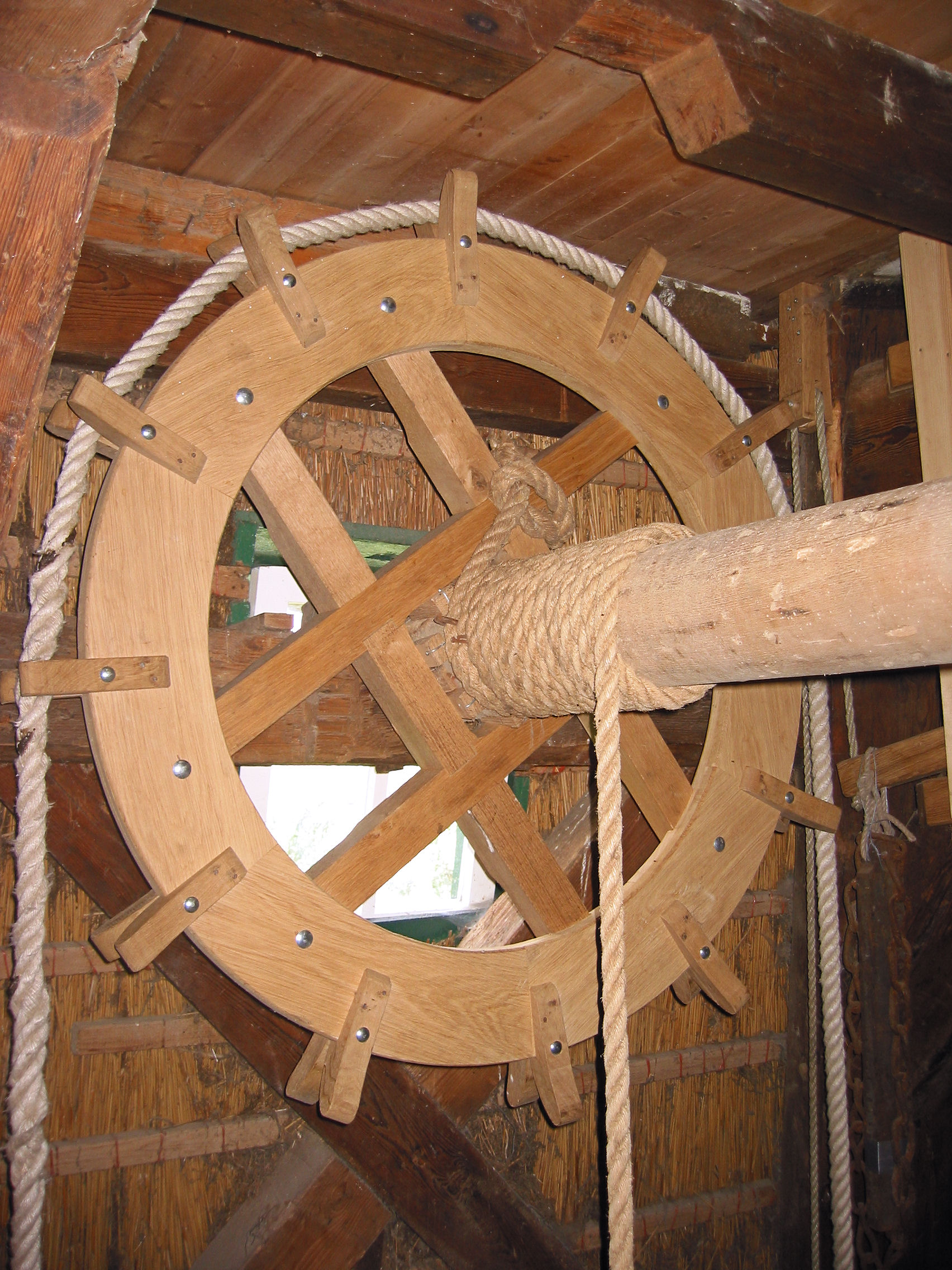
Gaffelwiel
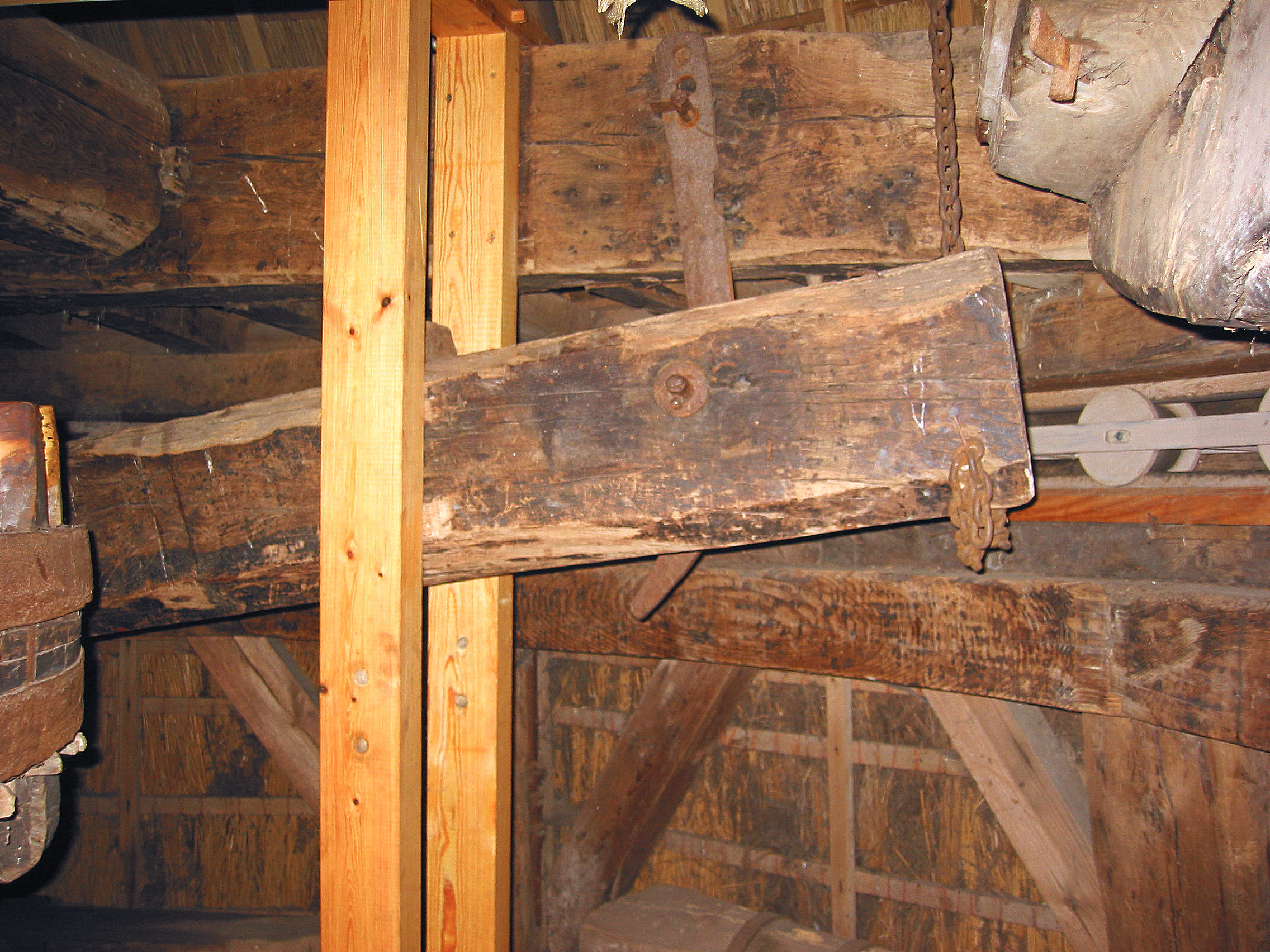
Vangbalk, die geborgd wordt met een bout.